# 長間村
長間村（ながまむら）は、かつて岐阜県羽島郡にあった村である。
長間村発足時は中島郡であったが、郡の合併で羽島郡の村となっている。

## 歴史
- 1889年（明治22年）7月1日 - 旧来の長間村と千束新田が合併し発足。
- 1897年（明治30年）4月1日[2] - 羽栗郡と中島郡が合併して羽島郡となり、当村は羽島郡の所属となる。
- 1897年（明治30年）4月1日 - 沖村、中村、一色村、午北新田と合併し上中島村が発足。同日長間村廃止。